# František Zajíček
František Zajíček (* 15. November 1912 in Radňovice; † 19. Januar 1987 in Nové Město na Moravě) war ein tschechoslowakischer Wintersportler und Widerstandskämpfer. Er war in den Skidisziplinen sowie im Bobsport aktiv, mit welchem er auch bei den Olympischen Winterspielen 1948 in St. Moritz startete.

## Werdegang
Geboren in Radňovice bei Nové Město na Moravě, begann Zajíček früh mit dem Skisport. 1921 konnte er im Alter von nur neun Jahren sein erstes Skilanglaufrennen in Nové Město gewinnen. 1933 schloss er das Gymnasium in Nové Město ab und ging an die Militärakademie in Hranice na Moravě. Nachdem im Zuge der Besetzung der Tschechoslowakei durch das Deutsche Reich das tschechoslowakische Militär aufgelöst worden war, wurde er durch das in Abwicklung befindliche Verteidigungsministerium ins Bildungsministerium versetzt, wo er als Beamter in Velké Meziříčí arbeitete. Bereits mit Beginn der Besetzung trat Zajíček dem Widerstand bei und organisierte mit der Gruppe um Karel Štainer die Flucht von Soldaten über das Gebiet der heutigen Slowakei ins Ausland. Nachdem die Gestapo die Aktion stoppen konnte, musste er mit Štainer nach Vysočina zurückkehren und ließ sich dort nieder. Er blieb jedoch weiter im Untergrund tätig und beschaffte für Mitstreiter gefälschte Ausweise, Bettwäsche, Lebensmittelmarken und andere notwendige Dinge. Sportlich blieb er beim Skiclub Nové Město aktiv, trainierte aber in Velké Meziříčí. 1940 gründet er im Sportverein der Stadt Velké Meziříčí eine eigene Skiabteilung und organisiert im Winter 1940/41 erstmals ein Skilanglaufrennen um die Stadt. Außerdem standen ein Tauchwettbewerb und ein Militärpatrouillenlauf auf dem Programm. Bei den Tschechoslowakischen Meisterschaften in Pustevny, wo zur Mannschaft des Skiclub Nové Město auch der olympische Skilangläufer František Balvín gehörte, gewann er mit dem Team den Staffellauf.
1943 begann Zajíček mit Sportlerkollegen den Bau einer Skisprungschanze in Velké Meziříčí. Durch die Kriegsumstände wurde auf der bereits teilweise fertig gestellten Schanze nie gesprungen. Im Sommer 1944 drohte Zajíček die Verhaftung, weshalb er ab Juli in den Untergrund ging. Er stand im engen Kontakt zu Cyril Musil und dessen Unterabteilung R 3-a der Widerstandsgruppe „Calcium“. Ende April 1945 erfolgte seine Einberufung in den Militärstab der Organisation in Tasov. Nach der Befreiung durch die Rote Armee diente er in Brünn als Geheimdienstoffizier. In Brünn traf er auch seine spätere Frau Marie, die ebenfalls aktive Sportlerin war und die er 1948 heiratete. 1947 gewann die Skilanglaufmannschaft aus Nové Město, die bereits 1940 erfolgreich war, erneut die nationale Meisterschaft. Beim internationalen Militärpatrouillenlauf in Chamonix im gleichen Jahr wurde er gemeinsam mit Karel Dvořák, Vlastimil Loub und seinem Bruder Jaroslav Zajíček Dritter. Für die folgenden Olympischen Winterspiele 1948 in St. Moritz reiste er jedoch nur als Ersatzteilnehmer dieser erstmals als Demonstrationswettbewerb ausgetragenen Disziplin. Er betreute aber als Skitechniker seine startenden Kollegen. Noch während den Spielen lernte er Maxmillian Heinrich Ippen kennen, einen Tschechoslowaken jüdischer Herkunft, der in der Schweiz lebte, da ihn die tschechoslowakischen Behörden wegen Kollaboration mit den deutschen Besetzern während des Zweiten Weltkriegs suchten. Dieser hatte vor Ort nach seiner Flucht in die Schweiz – nachdem er selbst bereits im Zweierbob aktiv war – einen Viererbob erstanden und suchte aktiv nach weiteren Fahrern. Zajíček meldete sich als Fahrer und der Viererbob war am Ende der Trainingsläufe als Drittbester ins Ziel gekommen. Im Wettbewerb landete der neu besetzte Viererbob, in dem neben Ippen und Zajíček auch Ivan Šipajlo und Jiří Novotný saßen, auf dem 14. Platz von 15 Startern. Nach seiner Rückkehr in die Tschechoslowakei erfuhr er von dem Haftbefehl gegen seinen Mannschaftskameraden Ippen, der nicht mit in die Tschechoslowakei kam.
1949 wurde Zajíček von der militärischen Spionageabwehr wegen Zusammenarbeit mit der Gestapo verhaftet und inhaftiert. Ein Jahr später wurde er in einem gemeinsamen Verfahren mit dem Widerstandskämpfer Joseph Robotka wegen Landesverrats zu lebenslanger Haft verurteilt. Robotka erhielt die Todesstrafe und wurde kurz darauf hingerichtet. Zajíček kam über die Straflager Brünn, Opava, Prag, Pilsen nach Příbram. Am 10. Mai 1960 wurde er im Rahmen einer nationalen Amnestieaktion freigelassen und kehrte zu seiner Frau und seinem Sohn zurück. Seinen Sohn Kamil, der nach der Festnahme im November 1949 geboren wurde, den politischen Decknamen seines Vaters erhielt und den er nur einmal während des Prozesses sehen konnte, sah er so nach 11 Jahren erstmals wieder. Nach seiner Freilassung begann er als Tierarzt in einem Agrarunternehmen. Im Herbst 1986 erkrankte Zajíček schwer und starb schließlich am 19. Januar 1987 in Nové Město na Moravě, wo er auch bestattet ist.
Im Jahre 1991, vier Jahre nach seinem Tod erfolgte durch das Tschechoslowakische Verteidigungsministerium (tschechisch Ministerstvo národní obrany) die vollständige Rehabilitierung Zajíčeks und die posthume Rückversetzung in den Rang eines Majors der Tschechoslowakischen Volksarmee. Ende 1991 erfolgte ebenfalls posthum und zudem ehrenhalber noch die Ernennung zum Oberst.